# Pia Wunderlich
Pia Wunderlich (Schwarzenau, 26 de gener de 1975) és una antiga centrecampista de futbol que va ser internacional per Alemanya entre 1993 i 2006, guanyant el Mundial 2003, les Eurocopes 1997, 2001 i 2005 i un bronze als Jocs Olímpics d'Atenes. Amb el Frankfurt va guanyar 3 Lligues de Campions, 6 Lligues i 7 Copes.

## Trajectòria
- TSV Battenberg (89/90 - 92/93)
- 1.FFC Frankfurt (93/94 - 08/09)